# Papiermühle (Engelskirchen)
Papiermühle ist eine Ortschaft in Engelskirchen im Oberbergischen Kreis im Regierungsbezirk Köln in Nordrhein-Westfalen (Deutschland).

## Lage und Beschreibung
Der Ort liegt im Leppetal etwa 4,2 km vom Hauptort Engelskirchen entfernt.

## Wirtschaft und Industrie
In Papiermühle befindet sich die Firma MDT. Sie ist in Deutschland einer der größten unabhängigen Speicherhersteller mit eigener modernster Fertigung und Prüffeld.

## Bus und Bahnverbindungen

### Linienbus
Haltestelle: Papiermühle
- 331 Engelskirchen – Lindlar (OVAG)
- 333 Wipperfürth – Engelskirchen (OVAG)

### Ehemalige Bahnstrecke
Der Haltepunkt Papiermühle lag an der Leppetalbahn, die stillgelegt ist.